# 加藤一 (画家)
加藤 一（かとう はじめ、1925年2月7日 - 2000年2月10日）は画家。元競輪選手、元自転車競技選手。競輪選手選手登録番号1690。

## 経歴
東京・神田小川町生まれ。幼い頃から趣味として絵を描き続ける傍ら、生家の自転車を乗り回していた。旧制法政中学校から法政大学経済学部に入学し、自転車競技において活躍する最中に太平洋戦争で召集を受ける。復員後は法大を休学して東京美術学校（現・東京藝術大学）図案科に入学したが数か月で退学し、法大に復学して自転車競技を続けることになった。
大学卒業後から国民体育大会において短距離種目だけでなくロード種目においても優勝を重ねたことからヘルシンキオリンピックの代表候補に内定していた。しかし生家の課税問題で経済的にアマチュアとしての競技継続が難しくなり、プロの競輪選手として活躍する道を選んだ。1950年に選手登録を行い、当時のプロアマ分離制度により自ら五輪への道を絶った。
同年2月に川崎競輪場でデビューすると学士選手として注目を浴び、当初はその実力を発揮していたが、騒擾事件に巻き込まれたり落車事故で重傷を負ったりするなど数々の辛酸を味わったことから、1953年に選手としての現役を退く決意をした。
一方で学生時代から現役を退いた後も趣味として絵画の制作を続けていたが、やがて出会った親仏家の薩摩治郎八を通じて、フランス人自転車選手のルイ・ジェラルダンと知り合うようになり、その影響から再び画家への道を決意すると、1958年3月には彼らの仲介を得てフランスに渡り、その後現地にとどまり創作活動に打ち込むようになる。
1959年のサロン・ドートンヌにおいて入選を果たし、1970年には会員となった。画家としての実力が認知されてからは、数々の個展開催や受賞といった実績を残し、フランスでの活動を中心として日本との往復を続けた。その傍らで自転車競技に対し事務方としての貢献も行っていた。
晩年まで絵画に対する創作への意欲は衰えなかったが、2000年2月パリにおいて咽頭癌のため客死。75歳。

## 作風
キャンバスにさまざまな色や太さの緩和曲線を重ねて「風」を表現する抽象絵画を基本としている。創作の合間に息抜きとして描いた自転車競技をモチーフにした作品にも自身の抽象表現を重ねており、これらの作品については「選手としての経験があったからこそ表現しえるもの」と評価されている。
また立体造形やシンボルマークのデザインなども制作している。現在の日本自転車競技連盟 (JCF) が使用しているシンボルマークは、1990年日本（前橋市・宇都宮市）で開催された世界選手権自転車競技大会のために加藤がデザインしたものである。

## 自転車競技への貢献
現役の競輪選手であった頃は競輪の創成期であった。賞金以外での身分待遇や保障の劣悪さに懸念を抱いた加藤は、選手団体の必要性を感じ、1951年の日本プロフェッショナル・サイクリスト連合 (NPCU) 設立に理事として加わり、以降は自転車競技団体において精力的な活動を行うようになる。競輪選手の現役を退いた後は、NPCUから改組された日本競輪選手会の常任理事に就任し、1957年にはフランス選手チーム招聘による親善を目的とした「日仏プロ自転車競技大会」の開催と、そのために必要であったプロアマ統括組織となる日本自転車競技連盟（旧団体、FJC）の発足にもかかわった。
渡仏直後にパリで開催された世界選手権自転車競技大会において監督を務め、以降も世界選手権自転車競技大会の開催時には「欧州連絡員」として毎年現地に赴いた。また当時国際自転車競技連合 (UCI) の本部がパリに置かれていたことから、日本側の要請により事務方として自転車競技にかかわり続けた。1965年にはUCIの下部組織となる国際プロフェッショナル自転車競技連盟 (FICP) の発足に加わり、1970年に理事となったのち1977年には副会長に就任する。12年間のFICP副会長在任中には、世界選手権でスプリント種目連覇を重ねる中野浩一の活躍を見守り、世界選手権における「ケイリン」種目の採用を果たし、退任直前には世界選手権の日本開催に尽力した。
なお2000年のシドニーオリンピックからケイリン種目の採用が決定していたが、それを見届けることは叶わず直前に世を去った。加藤は日本の競輪を世界へ広めただけでなく、世界の自転車競技を日本に広めた「陰の立役者」ともいえ、その功績は多大である。